# Thymelicus (Versfuß)
Der Thymelicus (altgriechisch Thymelikos) ist ein fünfgliedriger antiker Versfuß. Er steht für das Schema —◡◡◡— (eine lange, drei kurze und wieder eine lange Silbe bzw. Verselement).
Der Begriff kommt nur in der Verslehre des spätantiken Grammatikers Diomedes vor.
Verwendung findet der Thymelicus etwa in den Liedern des römischen Komödiendichters Plautus. Dort wird er häufig an den kürzeren Versfuß Kretikus (—◡—) angebaut und „beherrscht ganze Lieder“. Ein Beispiel bietet ein in dem Stück Mostellaria zu findendes Lied (canticum):
nunc dormitum iubet me ire: minime.

non mihi forte visum ilico fuit,

melius quom prandium quam solet dedit:

voluit in cubiculum abducere me anus.

non bonust somnus de prandio. apage.